# Houdelmont
Houdelmont is een gemeente in het Franse departement Meurthe-et-Moselle (regio Grand Est) en telt 195 inwoners (2005). De plaats maakt deel uit van het arrondissement Nancy.

## Geografie
De oppervlakte van Houdelmont bedraagt 3,9 km², de bevolkingsdichtheid is 50,0 inwoners per km².
De onderstaande kaart toont de ligging van Houdelmont met de belangrijkste infrastructuur en aangrenzende gemeenten.

## Demografie
De figuur toont het verloop van het inwonertal (bron: INSEE-tellingen).